# La Dame en blanc
La Dame en blanc est une huile sur toile réalisée en 1880 par l'artiste française Marie Bracquemond.
L'œuvre, qui représente Louise Quivoron, la demi-sœur de l'artiste et modèle fréquente, est l'une des trois peintures présentées par Bracquemond à la cinquième exposition impressionniste d'avril 1880. Il est possible qu'une œuvre antérieure, Femme au jardin (1877), serve d'étude préparatoire pour La Dame en blanc. À l'instar des autres impressionnistes, Bracquemond travaille en plein air, principalement dans son jardin à Sèvres. L'œuvre connaît un regain d'intérêt en 2024, à l'occasion d'une série d'expositions commémorant le 150e anniversaire des expositions impressionnistes originales.

## Contexte

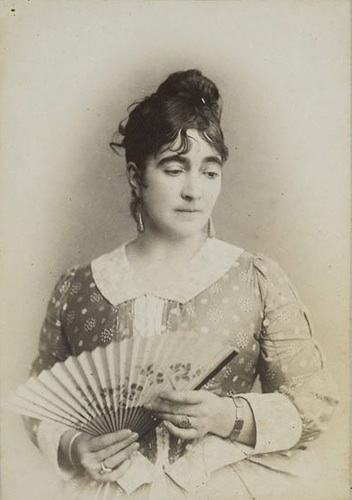
Marie Bracquemond, c. 1886.

Marie Bracquemond (1840–1916) est une artiste française qui commence sa carrière picturale dans les années 1850. À la différence de nombre de ses contemporains, elle est issue d'un milieu ouvrier et développe principalement ses compétences en autodidacte. Ses premières œuvres sont influencées par le romantisme, alors en vogue, et se caractérisent par de petites scènes médiévales, telles que des représentations de personnages lisant, ainsi que par des portraits. Son intérêt pour l'art médiéval est vraisemblablement lié à son enfance passée près d'Ussel, non loin de l'ancienne abbaye Notre-Dame de Bonnaigue. Son style évolue significativement lorsqu'elle reçoit l'enseignement de Jean-Auguste-Dominique Ingres.
Au XIXe siècle, les femmes peintres n'avaient pas le droit de travailler seules en extérieur. On leur imposait des sujets limités. Ingres, qui enseigne la peinture à Marie Bracquemond, pensait que les femmes manquent de courage pour cet art. Il voulait que son élève se contente de peindre des fleurs, des fruits ou des portraits, des thèmes qu'il jugeait réservés aux femmes,. Marie Bracquemond quitte Ingres à cause de cette vision. Malgré cela, on voit l'influence d'Ingres dans ses premières toiles, comme Portrait Aline Pasquiou-Quivoron, Mère de l'artiste (1860), où elle étudie le style de Rembrandt.
En 1866, alors qu'elle travaille au musée du Louvre, Marie Bracquemond rencontre Félix Bracquemond, qu'elle épouse en 1869. Félix a été l'élève de Joseph Guichard, lui-même formé par Ingres. Au cours des années 1870, l'œuvre de Marie Bracquemond commence à révéler des influences réalistes, notamment dans Les Joueurs de jacquet, témoignant de son admiration pour des peintres comme Alfred Stevens. Félix Bracquemond expose ultérieurement à la première exposition des peintres impressionnistes de 1874, et tous deux présentent des œuvres à la quatrième édition en 1879,. Vers la fin des années 1870, l'influence des impressionnistes, alors en plein essor, se fait sentir sur les œuvres de Marie Bracquemond, avec des artistes tels qu'Edgar Degas, Claude Monet et Auguste Renoir.

## Description
Cette peinture grandeur nature, mesurant 180,5 cm × 105 cm, représente une femme en robe blanche assise dans un jardin. Elle est signée « Marie B. » dans le coin inférieur droit. La femme est représentée assise sur un tapis posé sur l'herbe, les mains jointes sur ses genoux, le visage tourné vers l'avant et le profil aux trois quarts vers la gauche.

## Composition

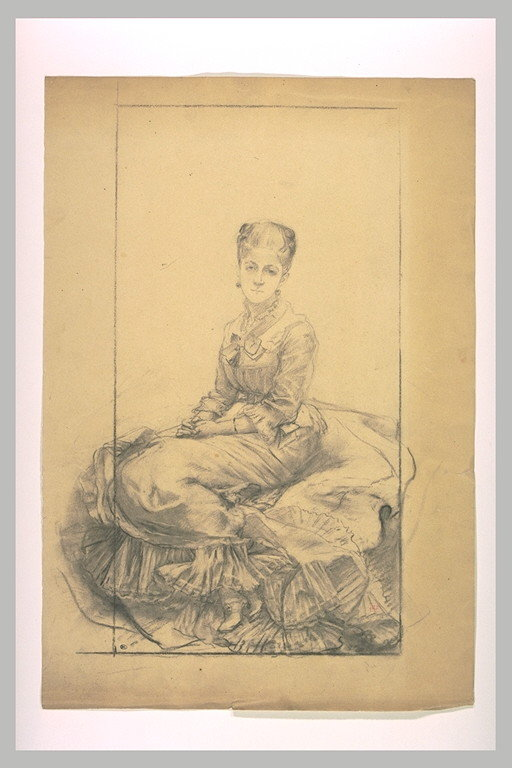
Esquisse préparatoire pour La Dame en blanc.

La Dame en blanc a vraisemblablement été peinte en plein air, et sa composition a fait l'objet d'une étude approfondie, comme en témoignent les nombreuses esquisses préparatoires. L'historien de l'art Laurent Manœuvre décrit une étude préliminaire pour le tableau, un dessin à l'encre noire, comme étant influencée par le style d'Ingres. Une œuvre antérieure, Femme dans le jardin (1877), a pu également servir d'étude préparatoire. Dans l'ensemble de ces œuvres, la demi-sœur de Bracquemond, Louise Quiveron, sert de modèle, un arrangement typique des options restreintes dont disposent les femmes artistes dans la France du XIXe siècle, dont la liberté d'étudier l'art est considérablement limitée.
La représentation d'une figure dans un jardin est un sujet récurrent chez les impressionnistes. Ce thème offre également aux femmes artistes la possibilité de pratiquer la peinture en plein air, contournant ainsi les contraintes culturelles qui interdisent aux femmes artistes de peindre seules en extérieur. Pierre, le fils de Bracquemond, rapporte l'obsession de sa mère pour la couleur blanche et son étude des variations de celle-ci sous la lumière solaire extérieure, une problématique commune aux impressionnistes. Selon Pierre, ce tableau marque la dernière réalisation de sa mère selon la « technique classique », ce qui suggère à l'historienne de l'art Tamar Garb qu'il s'agit d'une œuvre de transition, signalant le passage de l'influence de Jean-Baptiste Camille Corot et des naturalistes au style impressionniste que Bracquemond adopte par la suite.

## Cinquième exposition impressionniste
Marie Bracquemond présente trois œuvres picturales, à savoir Portrait, L'Hirondelle et Étude d'après nature, à la cinquième exposition impressionniste, qui se déroule du 1er au 30 avril 1880 au 10, rue des Pyramides. Portrait est identifié comme La Dame en blanc (cataloguée sous le numéro 85,) et Étude d'après nature comme Le Peintre et son modèle dans un jardin, où sa sœur pose comme modèle, aux côtés de l'artiste français James Tissot. Les peintures de Marie Bracquemond sont exposées avec celles de son époux et de nombreux artistes impressionnistes.

## Réception critique
Les critiques d’art français saluent l’œuvre lors de sa première présentation à la cinquième exposition impressionniste. Arthur d'Échérac qualifie cette approche de la peinture à l’huile de « début magistral », tandis que Gustave Goetschy déclare que Bracquemond « peint avec ravissement ». Philippe Burty souligne que l’œuvre est l’aboutissement d’« une étude sérieuse », et Paul Armand Silvestre observe l’influence des paysages semblables à ceux de François Boucher. Selon lui, Bracquemond parvient à créer « des effets très harmonieux où se mêlent des fonds de tapisserie qui semblent irradiés par la lumière d’une apothéose ».

## Parcours de l'œuvre
Le critique d’art français Gustave Geffroy achète à l’origine le tableau et le lègue à la ville de Paris. L’œuvre est exposée au palais du Luxembourg jusqu’à la fermeture de la galerie. Elle est ensuite présentée de 1929 à 2019 au Musée de Cambrai. Le tableau subit une restauration à une date antérieure à 1984. À la fin des années 2010, la toile, conservée en dépôt à Cambrai depuis 90 ans, doit être transférée à Paris pour rejoindre les collections du musée d'Orsay. En raison de la législation française sur les œuvres majeures, il était peu probable que le tableau puisse regagner Cambrai. Apprenant la nouvelle, plusieurs centaines d’habitants de la ville signent une pétition pour exiger son maintien sur place, proposant un prêt temporaire au musée d'Orsay, mais sans succès. Le musée d’Orsay acquiert finalement le tableau en 2019,.
En 2024, à l’occasion du 150e anniversaire des huit premières expositions impressionnistes (1874–1886), le musée Ordrupgaard de Copenhague consacre une rétrospective aux œuvres de Berthe Morisot, Mary Cassatt, Eva Gonzales et Marie Bracquemond. Intitulée Impressionnisme et ses femmes oubliées, cette exposition, codirigée par Dorthe Vangsgaard Nielsen, réunit notamment La Dame en blanc de Bracquemond, accompagnée d’un ensemble significatif de ses travaux. Par la suite, l’événement est accueilli par la Galerie nationale d'Irlande sous l’intitulé Femmes impressionnistes, sous la direction conjoint de Janet McLean.